# راین ویت
راین ویت (متولد ۷ اکتبر ۱۹۸۶) یک مدیر اجرایی بازی آمریکایی است. او متخصص سابق شراکت جهانی بازیویدئویی در گوگل و رئیس بازی در یوتیوب است، همچنین تجارت واقعیت مجازی و واقعیت افزوده آن‌ها را رهبری می‌کرد. ویت هم‌کنون به‌عنوان مدیر عامل استودیو پولی‌گان خدمت می‌کند.